# Нибе
Нибе (дат. Nibe) — город с численностью населения 5093 человека на 1 января 2014 года, расположен в регионе Северная Ютландия на Ютландском полуострове в северной Дании. Город расположен в географическом регионе, известном как Иммерлан. Нибе — центр коммуны Нибе. В городе проводится фестиваль, где такие известные музыканты как Кэти Перри, Брайан Адамс и Volbeat принимали участие.

## Знаменитые уроженцы
- Йенс Петер Даль-Йенсен (1874—1960) — датский скульптор
- Оле Теструп (1948—2018) — датский киноактёр, появившийся во многих датских фильмах
- Мари Аскехаве (р. 1973) — датская актриса и певица